# Casa de Babonić

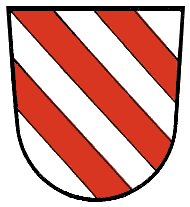
Escudo de armas de la familia Babonić.

La casa de Babonić (en húngaro: Babonics o Vodicsai) fue una antigua y poderosa casa nobiliaria croata de la Eslavonia medieval cuyos miembros más notables fueron los banes (virreyes) de Eslavonia y Croacia.

## Historia
El primer miembro conocido de esta familia que aparece en documentos escritos a finales del siglo XII fue Esteban I, conocido como Babon, principios del siglo XIII. Las posesiones originales de los Babonić estaban situadas en la orilla derecha del río Kupa, entre las actuales Karlovac y Sisak. Su primera fortaleza importante fue la ciudad de Steničnjak. Construyeron una fortaleza en Blagaj, junto al río Sana, en 1240, y la fortaleza de Blagaj, junto al río Korana, alrededor de 1266.
El ascenso de la familia comenzó a finales del siglo XII y principios del xiii, cuando recibieron enormes propiedades de los reyes de Hungría. En el momento de su mayor poder, poseían una enorme área desde Carniola hasta Vrbas y desde Sava hasta Gvozd, que también incluía las ciudades fortificadas de Medvedgrad, Susedgrad, Kostanjevica y Mehovo.
Estaban relacionados por sangre con las familias más poderosas de la región, los condes de Gorizia, la familia veneciana Morosini, los Zrinski, los Frankopan y la familia real bosnia Kotromanić a través de matrimonios mixtos.
La familia dividió sus propiedades en 1313 y 1314 entre sus hermanos Juan (fallecido después de 1334), Esteban IV (fallecido en 1316) y Radoslav II (fl. 1284-1314). Radoslav recibió la ciudad y el territorio de Blagaj en el Sana (Blagay), y sus hijos dejaron de utilizar el apellido familiar, refiriéndose en su lugar a sí mismos como condes de Blagay.

## Árbol genealógico
A continuación se muestra el árbol genealógico completo basado en la Genealogía medieval húngara del historiador húngaro Pál Engel (2001) y la arcontología de Attila Zsoldos (2011):
- Godemir
- Esteban I
- Babonega I
  - Esteban II (fl. 1243–1256), Ban de Primorje (banus maritimus) (1243–1249)
    - Esteban III (fl. 1273–1300), Ban de Eslavonia (en o antes de 1295), Rama de Krajna
      - Ladislao (fl. 1293)
      - Esteban V (fl. 1293)
        - Enrique (fl. 1345)
        - Esteban VI (fl. 1345)

    - Radoslav I (fl. 1273–1294), Ban de Eslavonia (1288, 1292, 1294)

  - Babonega II (fl. 1249–1256)
    - Nicolás I (fl. 1278–1292)
    - Esteban IV (fl. 1278–1316), Ban de Eslavonia (1299; 1310–1316), Rama de Krupa (Krupski)[7]
      - Jorge (fl. 1321–1336)
      - Juan II (fl. 1321–1328)
      - Dionisio (fl. 1321–1370)
      - Pablo (fl. 1321–1381), died without heirs

    - Juan  I (fl. 1284–1334), Ban de Eslavonia (1317–1322), Ban de Croacia y Dalmacia (1322)
      - una hija (fl. 1328), se casó con Pedro II Kőszegi, ancestro de la familia Herceg de Szekcső

    - Otón (fl. 1284–1300)
    - Radoslav II (fl. 1284–1314)
      - Nicolás II (fl. 1321–1330)
      - Dujam (fl. 1321–1369), ancestro de familia Blagay